# 花 (ブーケ) 束
「花（ブーケ）束」は、1990年2月10日に発売された八代亜紀の61枚目のシングル。

## 解説
歌手生活20周年記念曲として発売された。歌番組等では「花束（ブーケ）」と表示されることが多いが、CDやオリコンチャート等では「花（ブーケ）束」と表記されている。演歌色のないバラード調の曲で、若い女性にも受け入れられ、カラオケでも多く歌われた。オリコンでは最高67位ながら、100位内に25週間チャートインするなどロングヒットとなり、この年の『第41回NHK紅白歌合戦』で歌われた。

## 収録曲
- 両楽曲共に、作詞：阿久悠

1. 花（ブーケ）束（4分33秒）
作曲：服部克久／編曲：服部隆之
2. たそがれ東京（4分49秒）
作曲：服部良一／編曲：服部克久